# Tossens
Tossens is een dorp (ortsteil) in Duitsland op het schiereiland Butjadingen, behorend tot de gemeente Butjadingen, in Nedersaksen. 
Het bestaat in de praktijk uit twee delen, het toeristische gedeelte aan de kust van de Jadeboezem (met onder meer vakantiepark Park Nordseeküste) en het oorspronkelijke dorp, dat verder landinwaarts ligt. 
In het dorp bevindt zich de terpkerk van St. Bartholomäus.

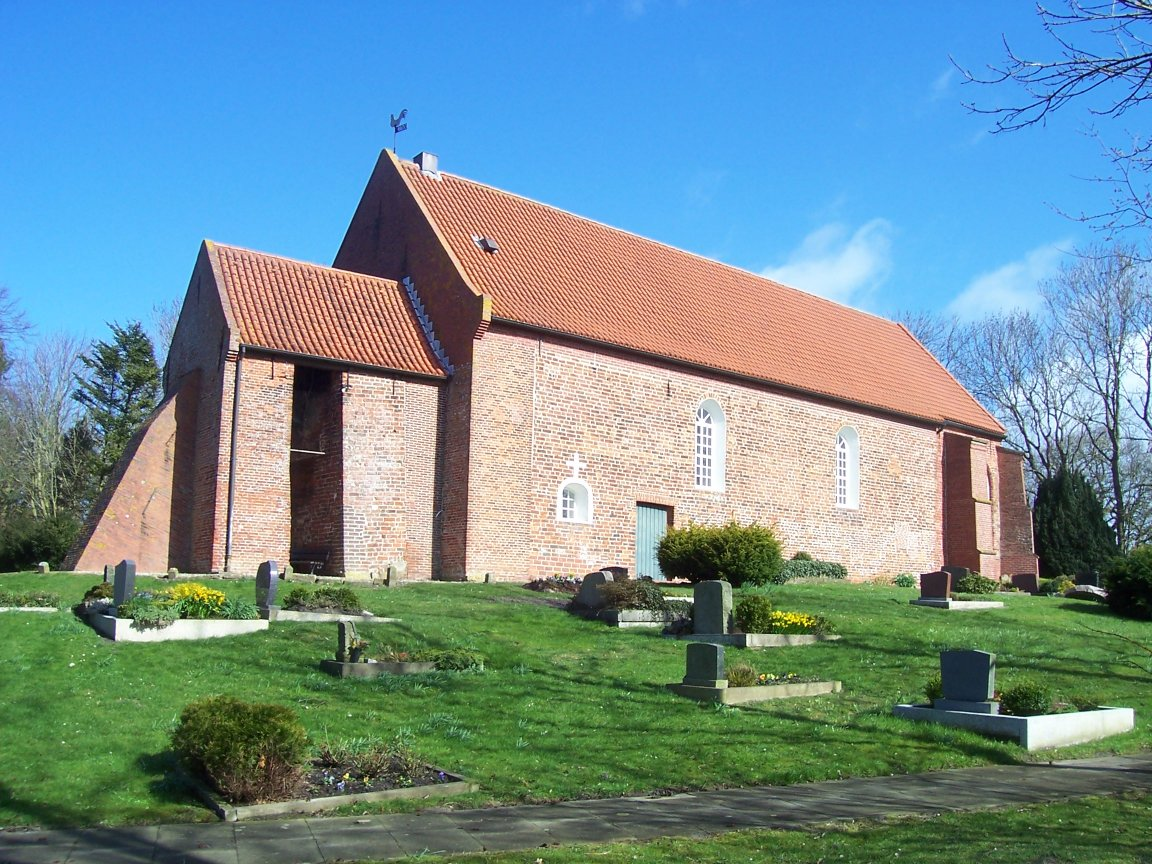
St. Bartholomäus-kerk

- Gemeinsame Normdatei: 4496131-5
- Library of Congress Control Number: n98033201
- Nationale Bibliotheek van Israël: 987007535731205171
- Virtual International Authority File: 149103891